# SLC–40
Az SLC–40 (Space Launch Complex 40, azaz „40-es űr-indítókomplexum”, korábbi néven LC-40) az Egyesült Államok Légiereje (USAF) Cape Canaveral-i bázisának egyik rakétaindító állása. Az 1960-as években elkészült indítókomplexumot az Egyesült Államok Légiereje  használta, elsősorban katonai műholdakat szállító Titan III és Titan IV hordozórakéták indítására 1965 és 2005 között. Innen indították a Mars Observer és a Cassini–Huygens űrszondákat is.
2007–2008-ban az eredeti indítóállványt elbontották, az indítóállást pedig a SpaceX bérelte ki, mely innen végzi a Falcon 9 hordozórakéták és a Dragon űrhajók pályára állítását. A kiszolgáló létesítmények felújítása után az első rakéta 2008 végén érkezett az indítóállásra, először 2009. január 10-én állították fel. Az első indítást 2010. március 3-a utánra tervezték.